# Dolophilodes dharmaraksa
Dolophilodes dharmaraksa är en nattsländeart som beskrevs av Schmid 1960. Dolophilodes dharmaraksa ingår i släktet Dolophilodes och familjen stengömmenattsländor. Inga underarter finns listade i Catalogue of Life.